# Estado de Ekiti
Ekiti es uno de los 36 estados en los que se divide la República Federal de Nigeria.

## Historia
El estado fue creado en 1996 durante la dictadura militar de Sani Abacha. Anteriormente su territorio pertenecía al estado de Ondo.

## Geografía
El Estado es principalmente una zona de tierras altas, que se eleva más de 250 metros sobre el nivel del mar. Se encuentra en una zona subyacente de roca metamórfica. En general, es una parte ondulada del país con un paisaje característico que consiste en antiguas llanuras rotas por afloramientos escalonados que pueden darse de forma singular o en grupos o crestas. Estos afloramientos rocosos existen principalmente en Aramoko, Efon-Alaiye, Ikere-Ekiti, Igbara-odo- ekiti y Okemesi-Ekiti. El Estado está salpicado de colinas escarpadas, entre las que destacan las de Ikere-Ekiti en el sur, las de Efon-Alaiye en el límite occidental y las de Ado-Ekiti en el centro.

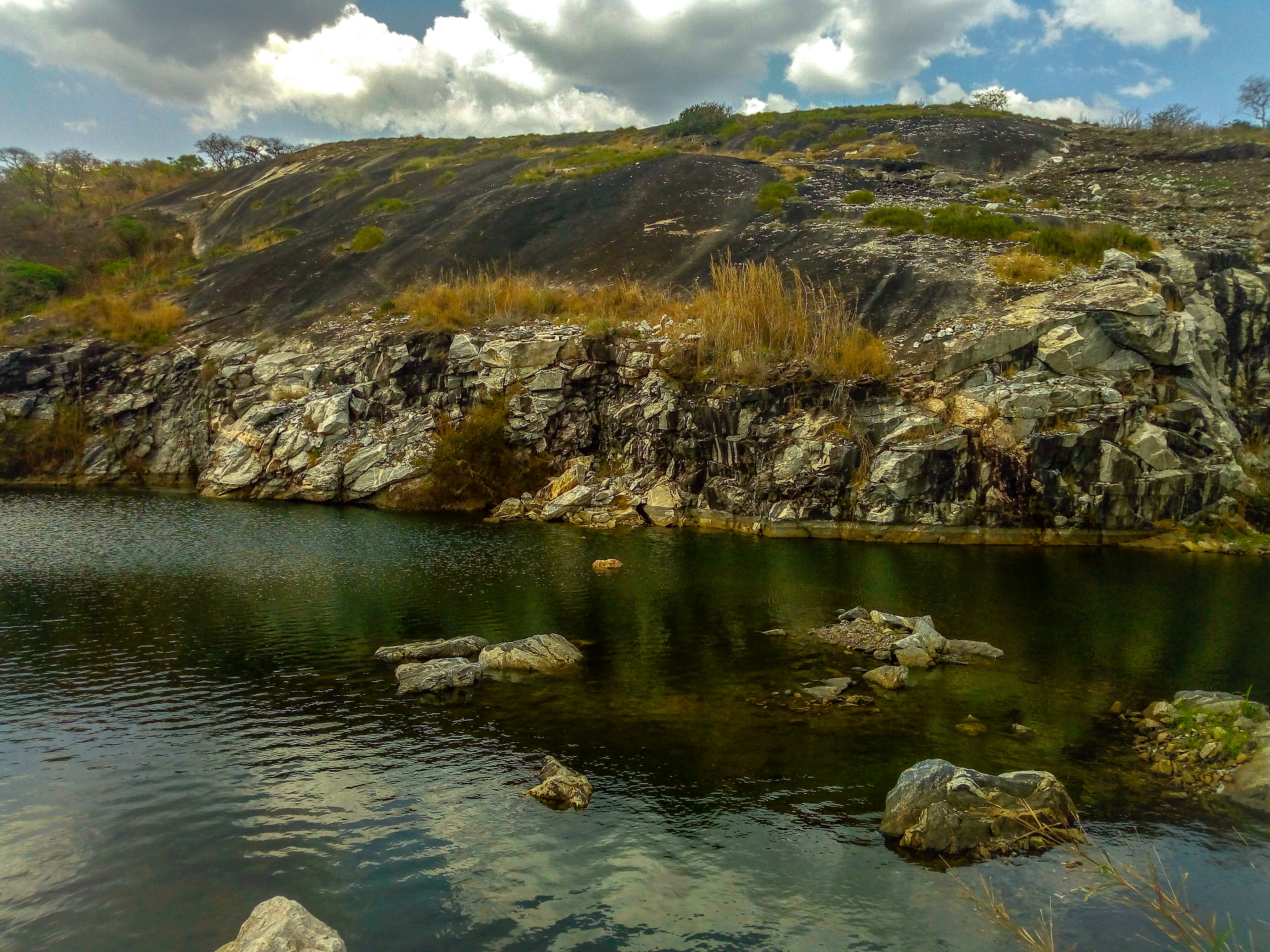
Lago en el Estado de Ekiti

#### Localidades con población
- Ado Ekiti 427,700
- Aiyekire (Gbonyin) 201,800
- Efon 118,900
- Ekiti East 188,600
- Ekiti South West 225,100
- Ekiti West 244,900
- Emure 128,500
- Ido-Osi 218,100
- Ijero 302,500
- Ikere 202,500
- Ikole 232,300
- Ilejemeje 59,300
- Irepodun/Ifelodun 179,100
- Ise/Orun 155,400
- Moba 198,300
- Oye 187,900

#### Superficie y límites
El estado posee una extensión de 6.353 km², lo que lo convierte en uno de los más pequeños del país. Limita al norte con el estado de Kwara, al este con el estado de Kogi, al sur con el estado de Ondo y al oeste con el estado de Osun.

## Población
Según el censo de 2007, la población alcanza las 2 823 403 personas La densidad poblacional es de 444,4 habitantes por cada kilómetro cuadrado.

## Economía
La agricultura es el eje central de la economía del estado y emplea al 75% de la población. A nivel nacional, Ekiti se destaca como uno de los principales productores de arroz, cacao y aceite de palma. También se cultivan ñame, maíz, plátanos, cítricos y mango.
Posee algunos recursos mineros como arcilla y bauxita. La explotación forestal también es importante.

## Organización territorial
Ekiti se divide en 12 gobiernos regionales, a saber; Ado, Ekiti-East, Ekiti-West, Emure/Ise/Orun, Ekiti South-West, Ikare, Irepodun, Ijero, Ido/Osi, Oye, Ikole, Moba, Gbonyin, Ilejemeje, Ise/Orun y Efon.

## Galería

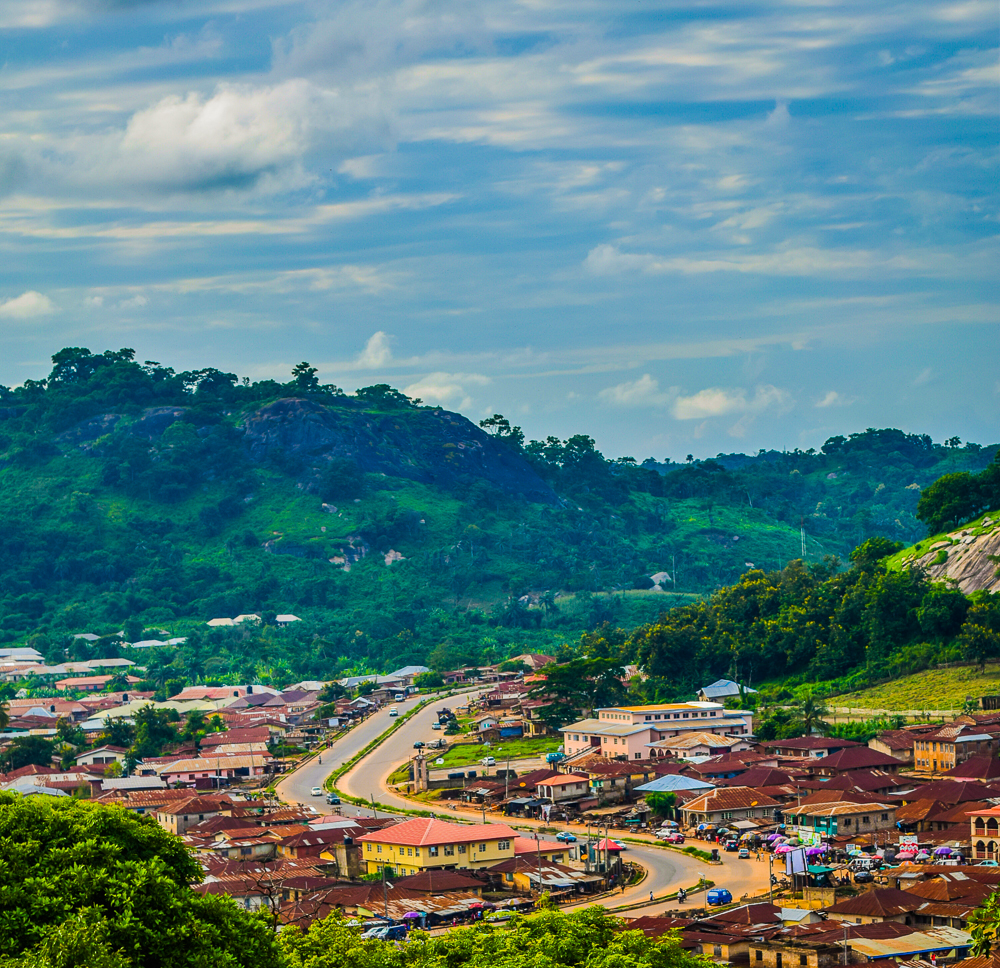
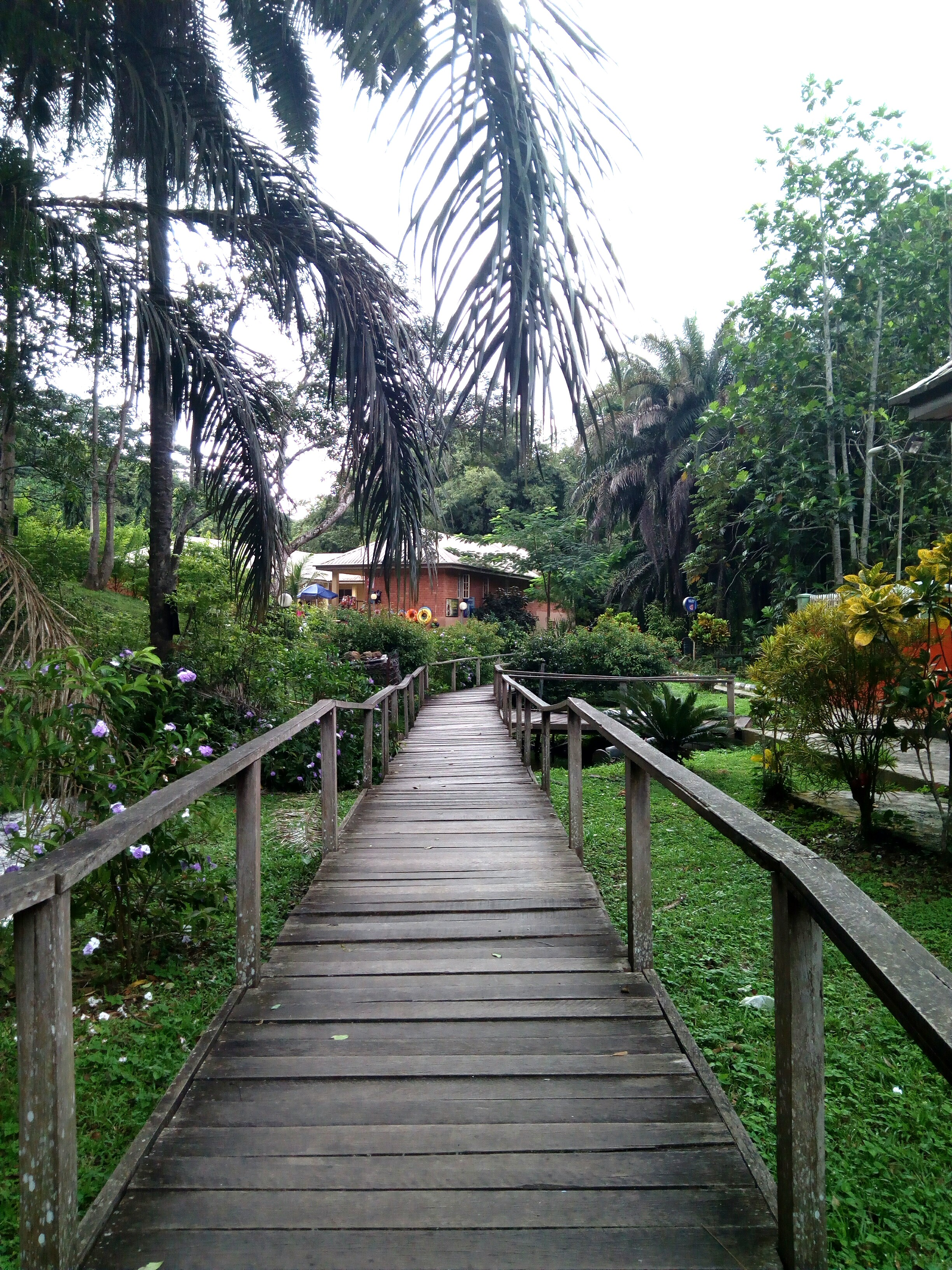
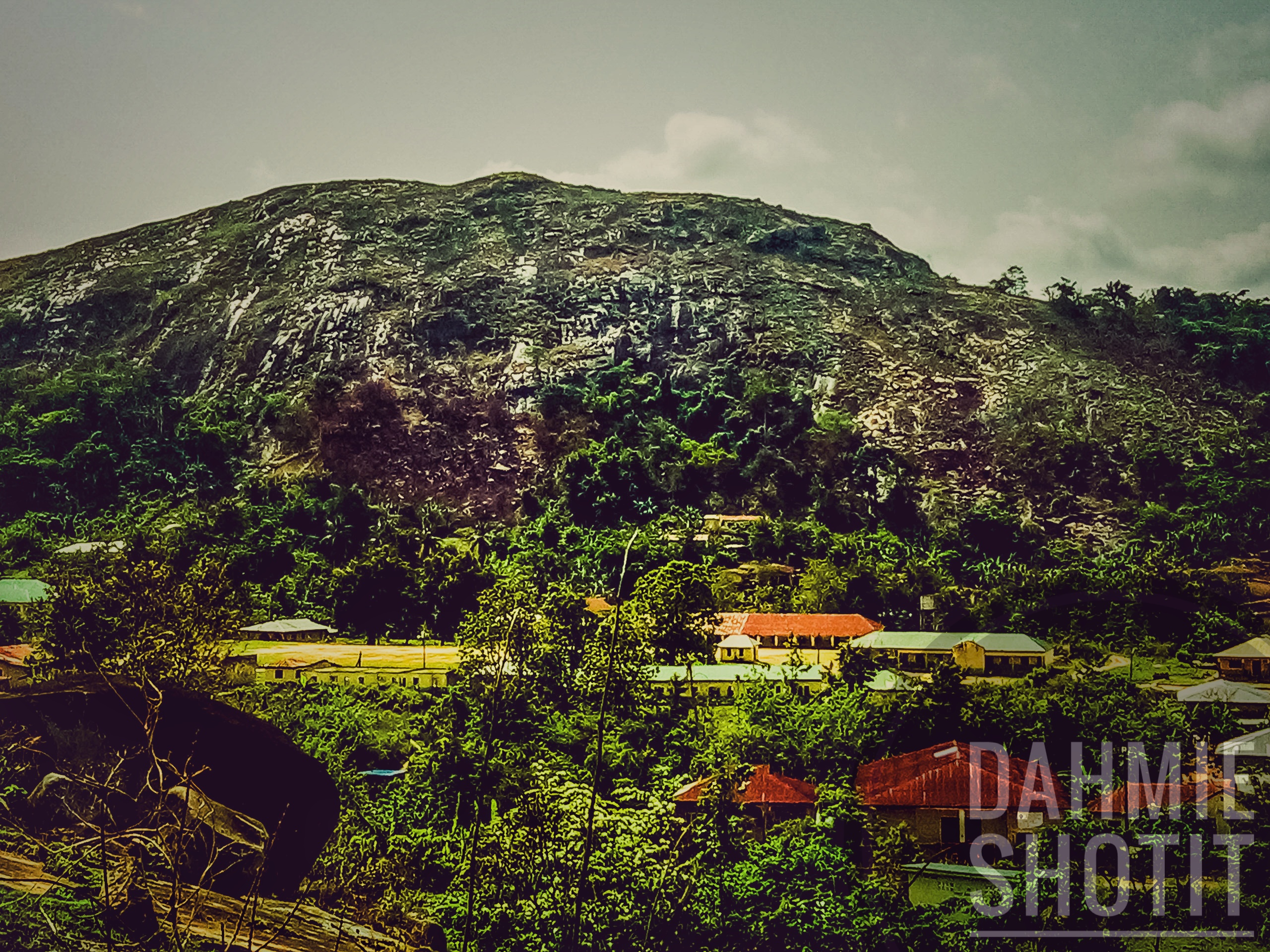
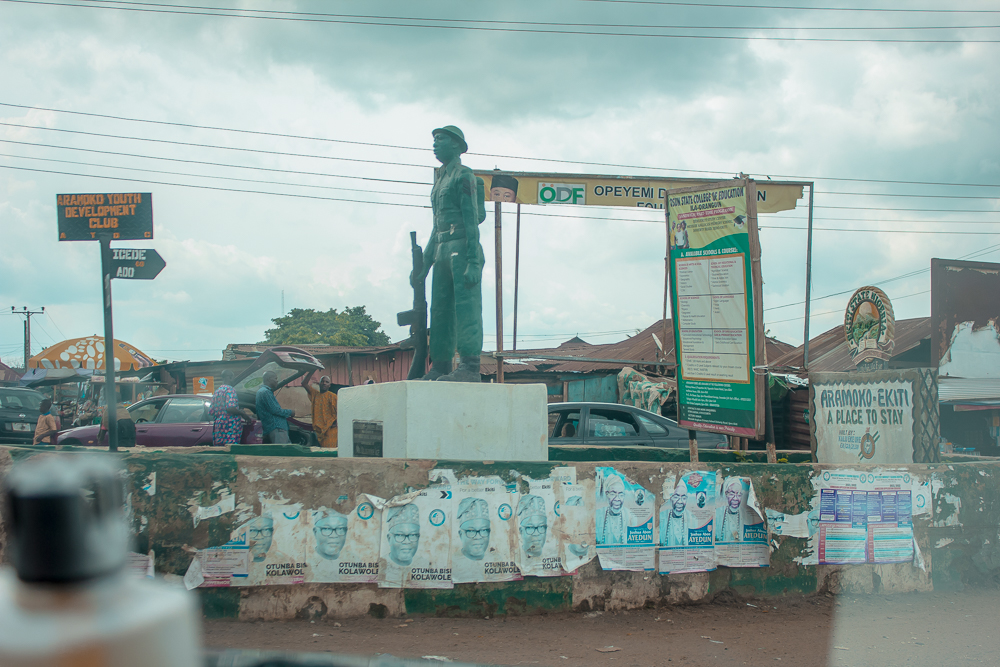
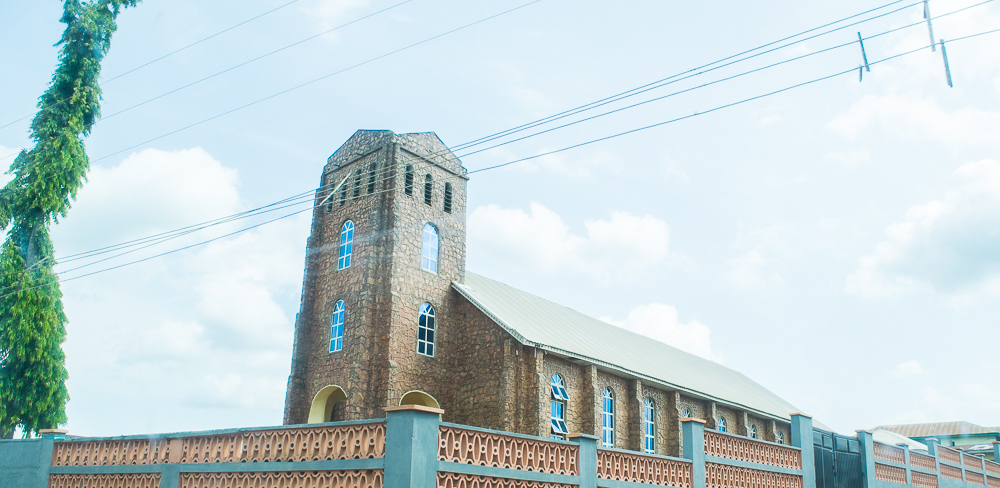
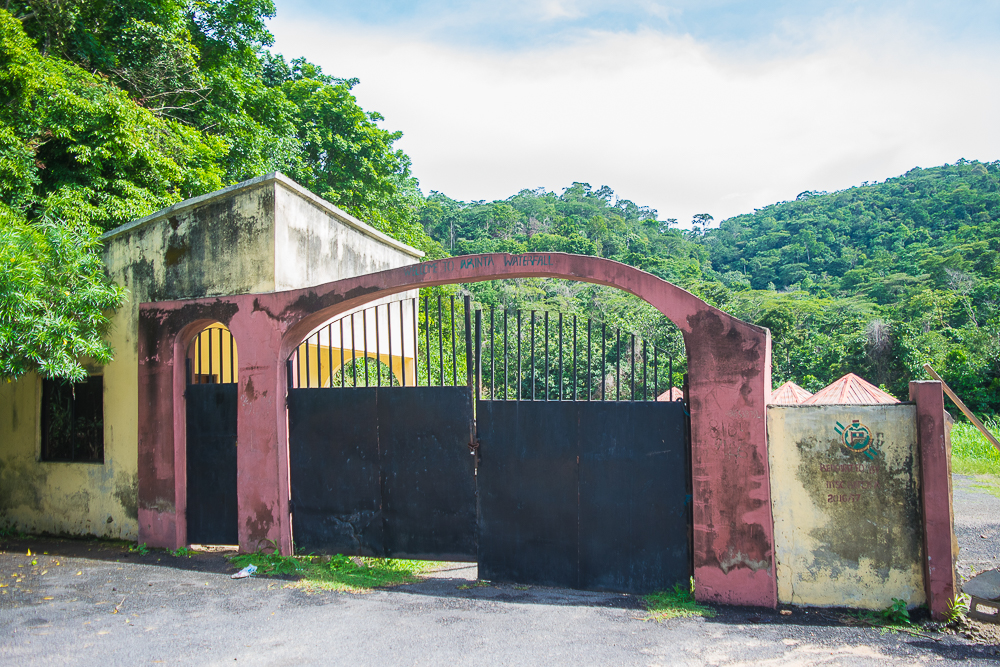
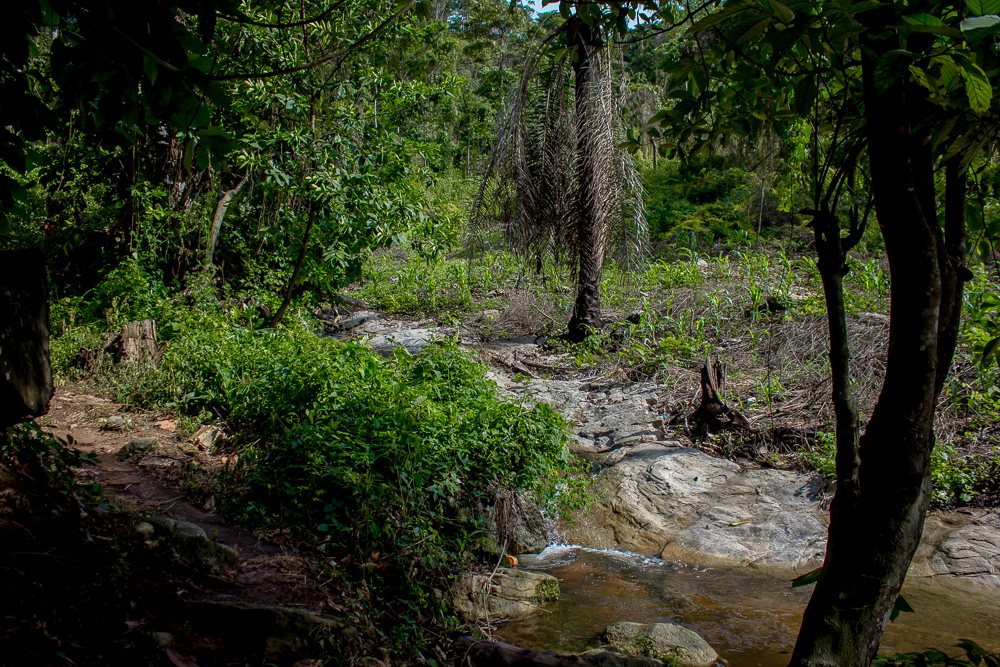
Arinta water fall
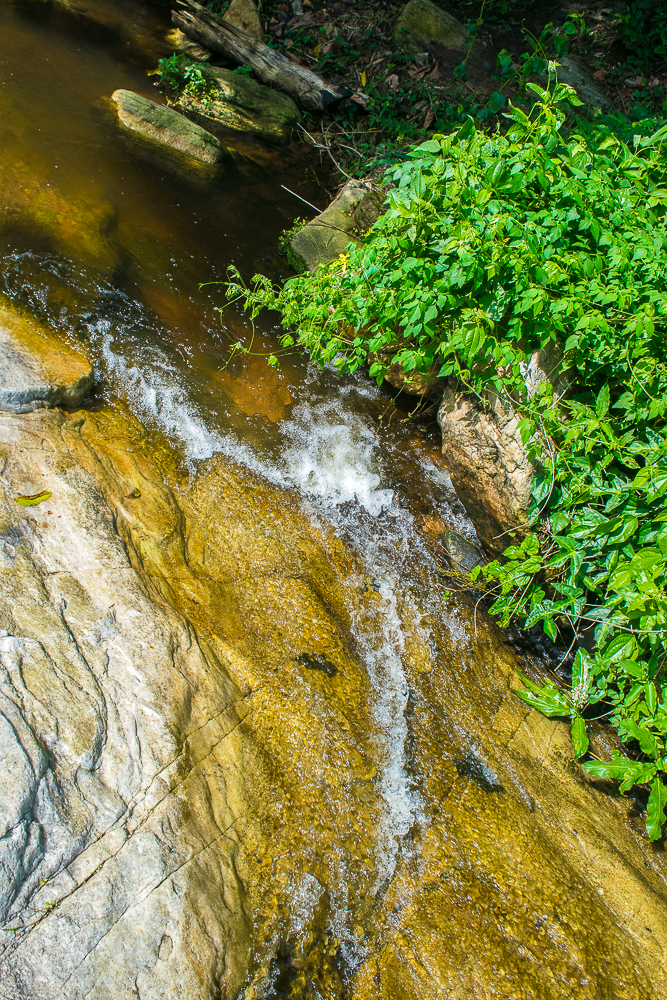
Arinta Waterfall
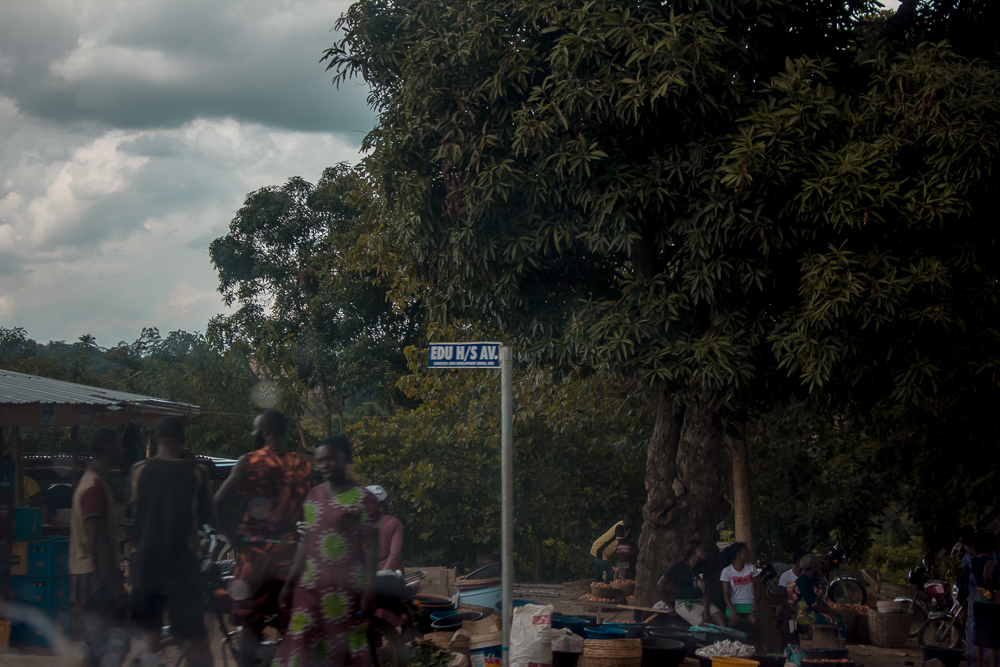
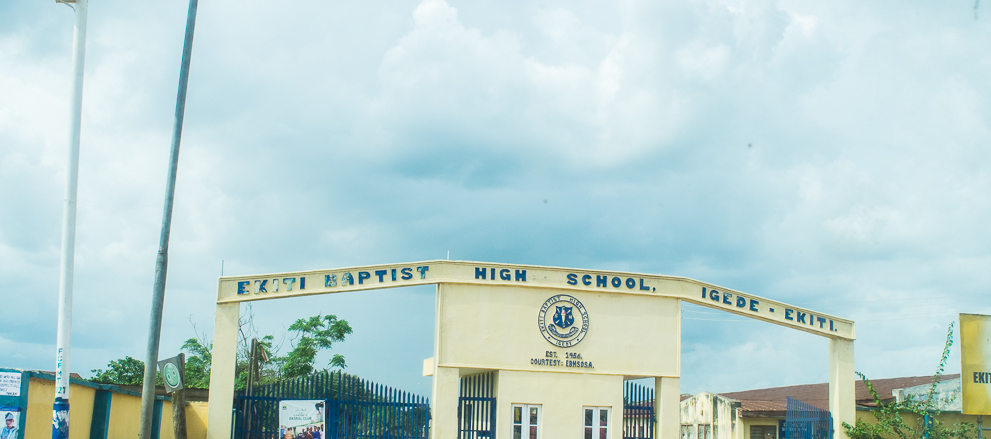
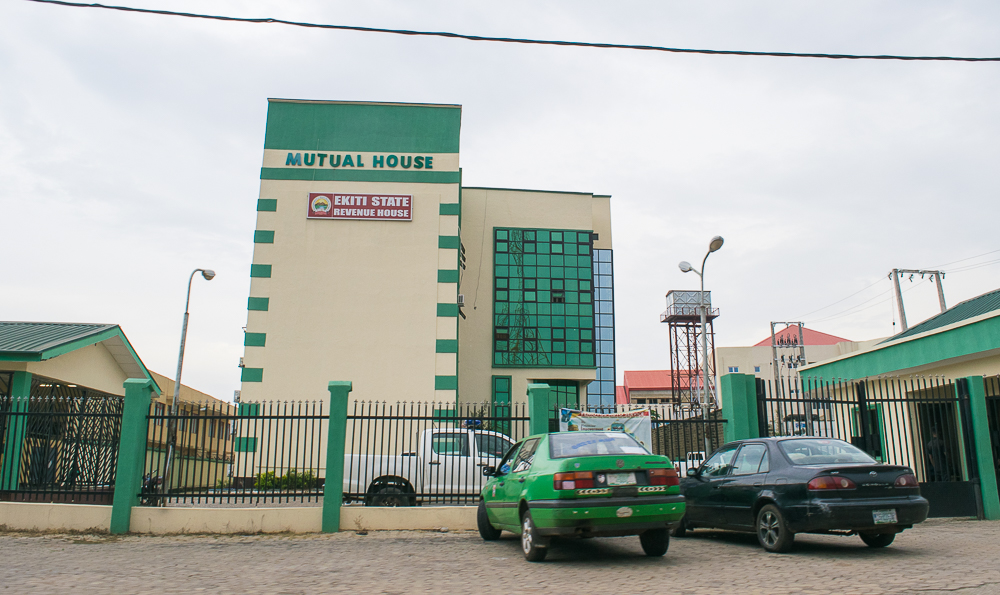
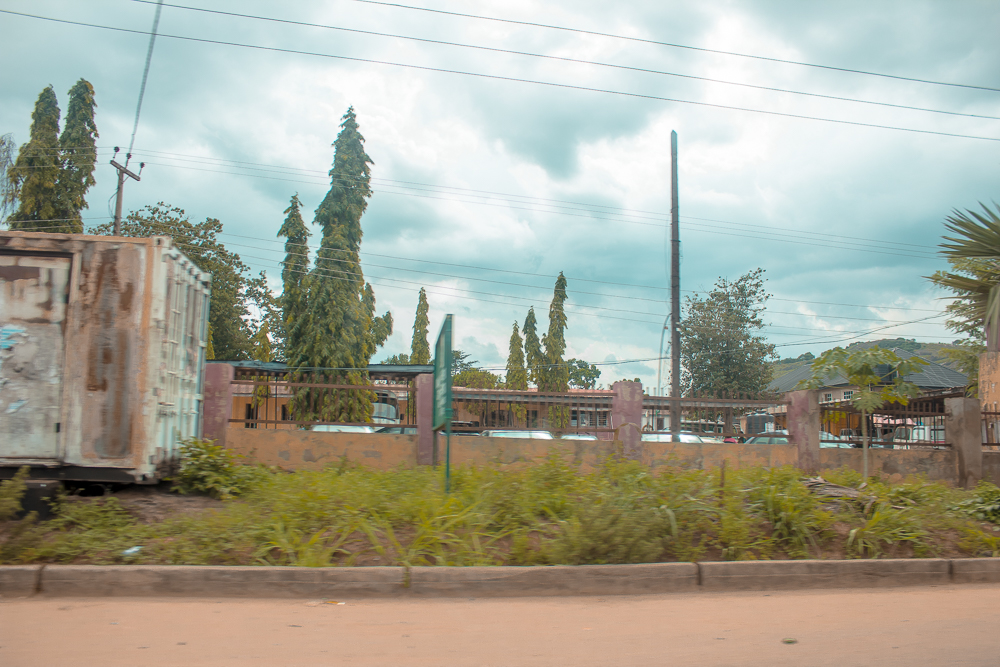
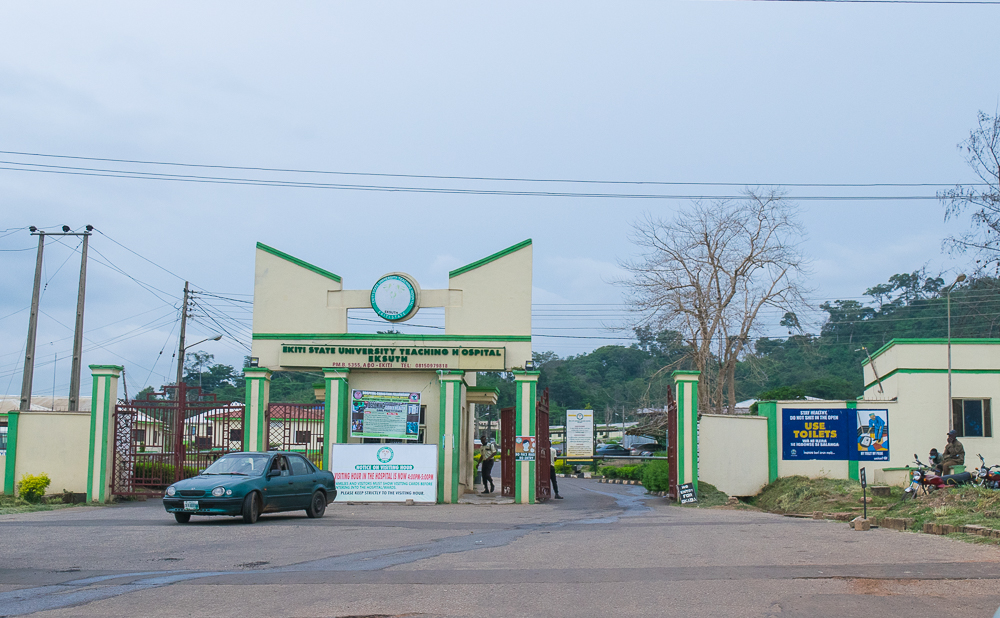
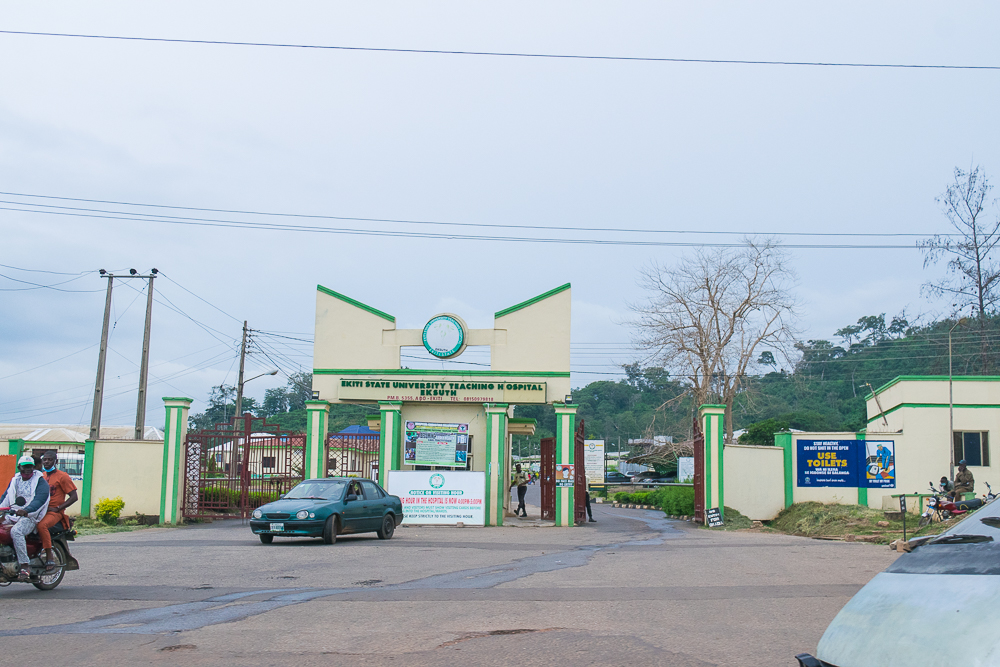
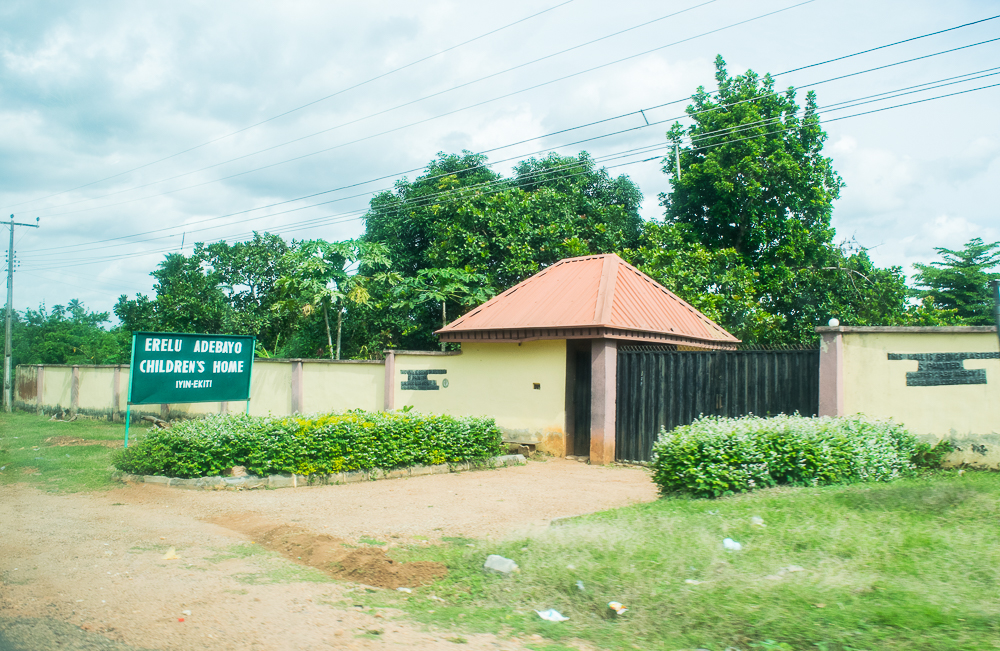
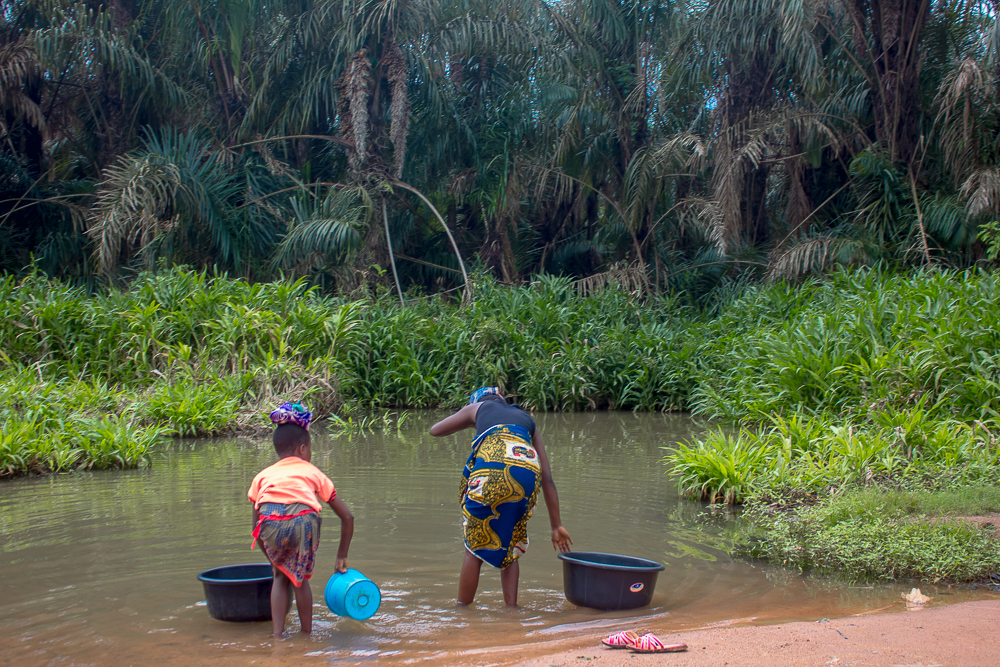
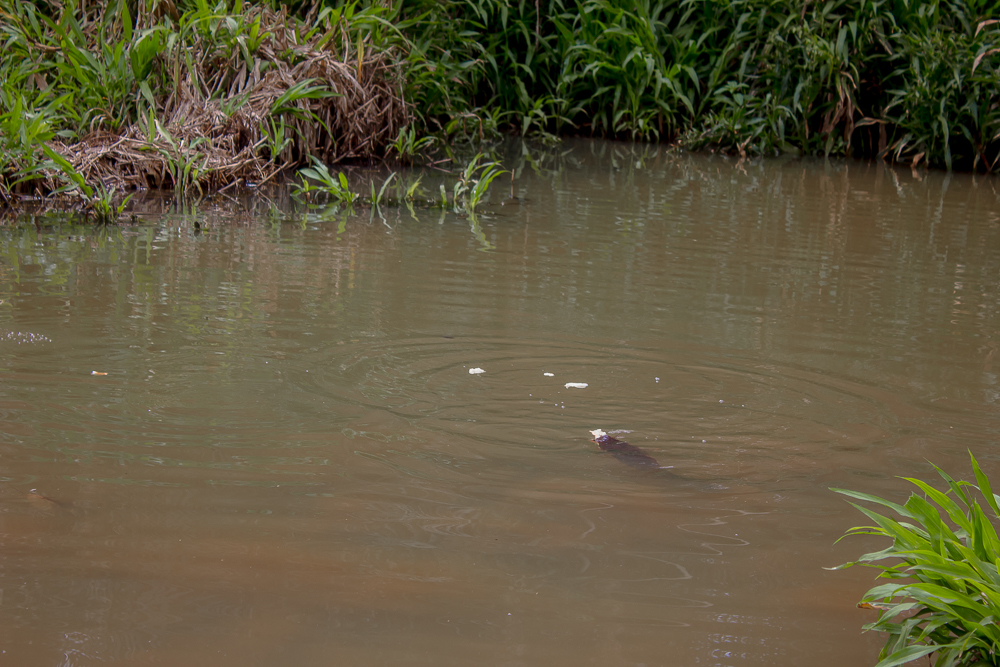
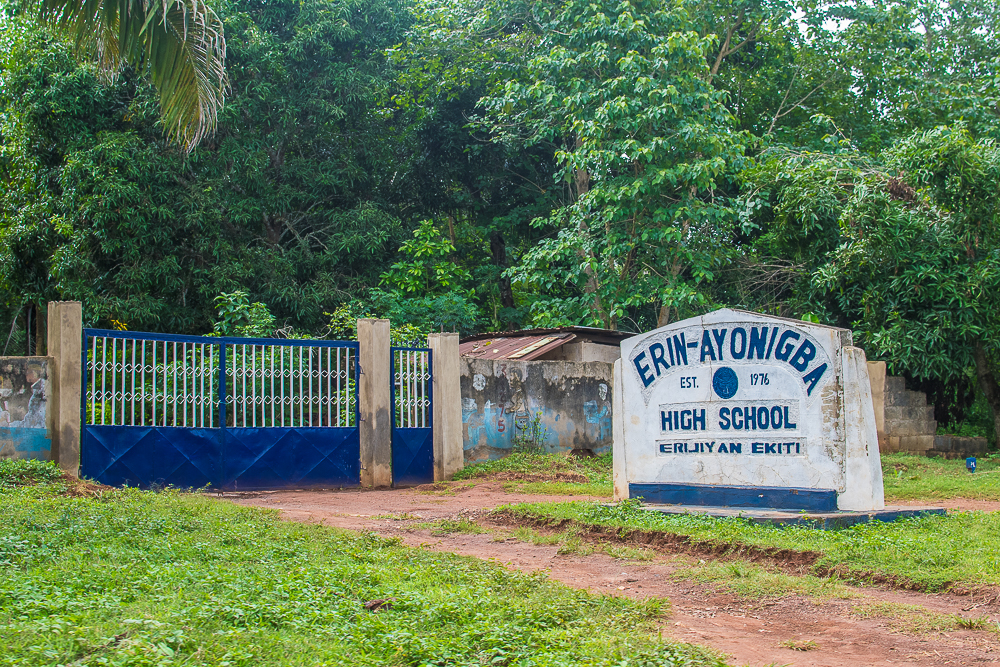
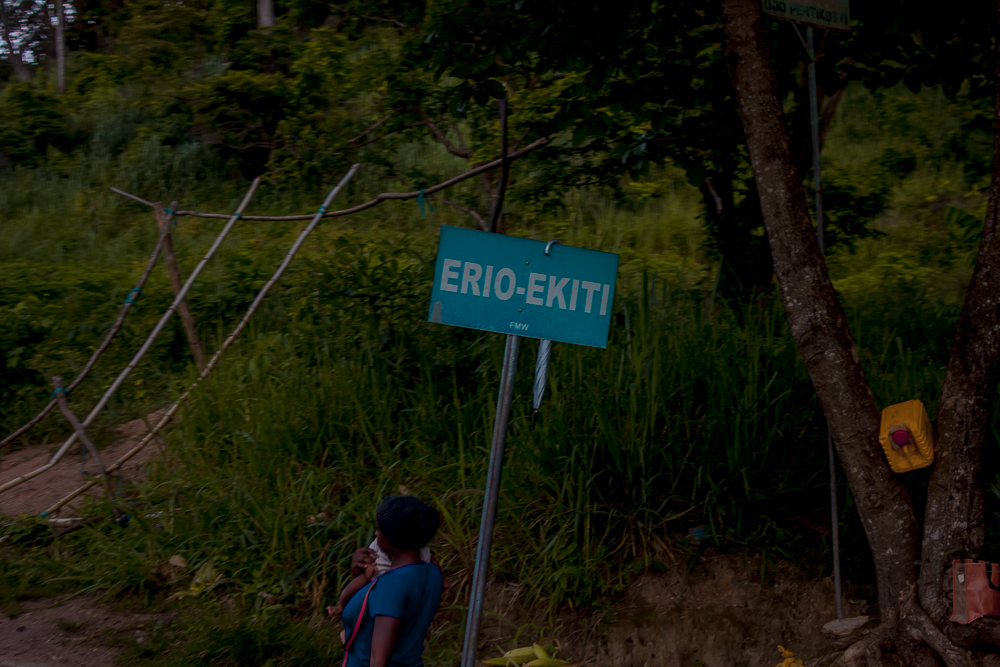